# Pedagogika antyautorytarna
Pedagogika antyautorytarna – pojęcie obejmujące kilka nurtów pedagogicznych powstałych w XX wieku. Ich wspólną cechą jest bezpośredni sprzeciw wobec autorytarnych tendencji pojawiających się w wychowaniu, oświacie i w życiu społecznym (zob. osobowość autorytarna). 
Zakres pedagogiki antyautorytarnej nie mieści się w obrębie jednej teorii, odnosi się zarówno do ideologii wychowania rewolucyjnego w nurcie politycznym, gdzie głównym celem są radykalne zmiany kulturowe, społeczne i polityczne, jak i wychowania wolnego od represji i społecznego przymusu w nurcie edukacyjnym. 
Pedagogika antyautorytarna związana z nurtem politycznym dąży do wolności jednostki w sprawiedliwym społeczeństwie. W tym sensie wychowanie jest traktowane jako jeden z elementów walki o społeczne zmiany. Prekursorami byli m.in. Theodor Adorno i Janusz Korczak.
Pedagogika antyautorytarna w nurcie edukacyjnym wyrosła na kontestacji pokolenia roku 1968. Tradycyjne, autorytarne wychowanie jest przez nią negowane na rzecz relacji partnerskich z rodzicami i nauczycielami. W myśl jej zasad rozwój dziecka powinien przebiegać swobodnie, co objawia się m.in. sprzeciwem tego nurtu pedagogicznego wobec tabuizacji różnych sfer życia dziecka, zwłaszcza seksualnego.